# Kentarō Sakai
Kentarō Sakai (jap. 栄井 健太郎 Sakai Kentarō; ur. 19 maja 1975) – japoński piłkarz występujący na pozycji pomocnika.

## Kariera klubowa
Od 1998 do 1999 roku występował w klubie Avispa Fukuoka.